# 奥間レスト・センター
奥間レスト・センター（おくまレストセンター）は、沖縄県国頭郡国頭村に位置する約0.55km2の在日米空軍が管理する米軍保養施設 (FAC6004)。 赤丸岬の全体を占有し、東京ドームのグラウンドの42個分に相当する面積に総合的なレジャー施設を備えている。施設管理は米空軍となっているが、米軍の福利厚生施設であるため、沖縄の全米軍が使用する福利厚生施設となっている。

## 基地概要
- 場所：国頭村（字辺土名、字奥間、字桃原、字鏡池）
- 面積：546,000m2
- 駐留軍従業員数：99人[1]
- 管理部隊：第18航空師団第18任務支援群司令部[2]
- 福利厚生施設として宿泊施設をはじめ広大な南北二つのビーチ、芝生で整えられたキャンプ場、バンガロー、ログハウスなど各種の宿泊施設、レストラン、バー、劇場、ゴルフ場（ショートコース）、テニスコートなどが用意されている。
- 使用されていない軽飛行機用の滑走路がある。
- 南側に二カ所の飛び地を所有している。
- ゴールデンウイーク中には「オクマビーチフェスト」が行われる。

使用部隊
- 米軍人・軍人の家族・軍属

## 沿革
- 1947年（昭和22年）8月1日：米軍による統治下で、軍のリゾート施設と施設「奥間レスト・センター」として土地が接収され施設工事が始まった。
- 1951年（昭和26年）さらに南側 564,000㎡ の平地が強制接収され奥間VOA通信所が建設される。
- 1976年（昭和51年）9月9日：台風17号で隣接農耕地に汚水が侵入。
- 1977年（昭和52年）5月15日：施設区域の南側に隣接していた奥間VOA通信所の敷地が返還される（現在のオクマ プライベートビーチ&リゾート）。
- 1977年（昭和52年）9月30日：施設管理権が陸軍から空軍へ移管。
- 1978年（昭和53年）3月31日：南側の浄水場用地等として、1977年に返還された奥間VOA通信所の給水管用地、約12,250㎡を追加提供。

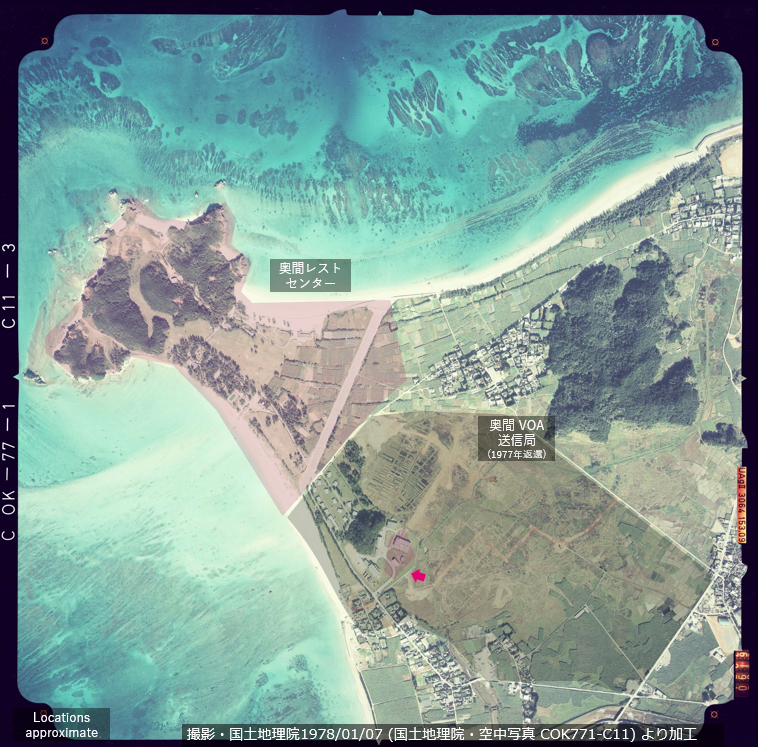

## 地理
- 主に施設区域となっているのは国頭村字辺土名、字桃原、字奥間に位置し国頭村の最西端となる。岬部分は赤丸岬とよばれ、また南側と北側に米軍専用ビーチが広がる。半島の玄関口には現在使用されていない軽飛行機用の滑走路がある。
- 飛び地として、旧奥間VOA発信局跡地と、さらに西側にもう一カ所、計２か所の敷地を保有する。
- 南側には米軍のVOA通信所施設があったが1977年に返還され、現在リゾートホテルとなっている。
  - 国頭村奥間VOA発信局

## 土地の接収について
米空軍による奥間レストセンターの広報 (英語版) によると、沖縄戦後、高齢の土地所有者7人にマッギー中佐なる人物がポケットマネーを追加し50ドルという「公平な金額」を支払った、「これが町長たちを喜ばせた」、人々は日本の本土に働きに行くことを拒み、積極的に奥間の建築作業に参加した等が紹介されているが、実際には、登録されている土地所有者が高齢者の7人のみということはありえない。 (2018年時点での地主数は513人)　北部やんばるで圧倒的な餓死者を生み出した沖縄戦から2年後の1947年と1948年、米軍が北部の数少ない平地の良質な農耕地を保養施設として接収した際、国頭村と大宜味村の村長は村民1266名の署名をもって連名で嘆願書を書き、農地接収に強く抗議している。1946年頃まで多くの県民が収容所に収容され、また那覇をはじめとして中南部の土地が基地として接収されていたため、人々の食糧問題は極めて深刻であった。
- 1986年 国頭村は奥間レスト・センターの全面返還を要望している[3]。
- 1991年10月 国頭村は跡地利用再開発基本構想を策定した[3]。

## 注
1. ↑  “FAC6004奥間レスト・センター／沖縄県”. www.pref.okinawa.jp. 2020年2月28日閲覧。
2. ↑  “Working at Okuma: busy beach life” (英語). Kadena Air Base. 2021年1月4日閲覧。
3. 1 2 3  沖縄県「米軍基地環境カルテ 奥間レスト・センター」(2017年)
4. ↑  “How Okuma Beach got its start on Okinawa” (英語). Stripes Okinawa (2020年9月23日). 2021年1月4日閲覧。
5. ↑  沖縄県「沖縄の米軍基地」(平成30年12月)
6. ↑  沖縄県公文書館「対米国民政府往復文書 奥間休養中心地の解放請願について 嘆願書」